# Waterslag (Asimov)

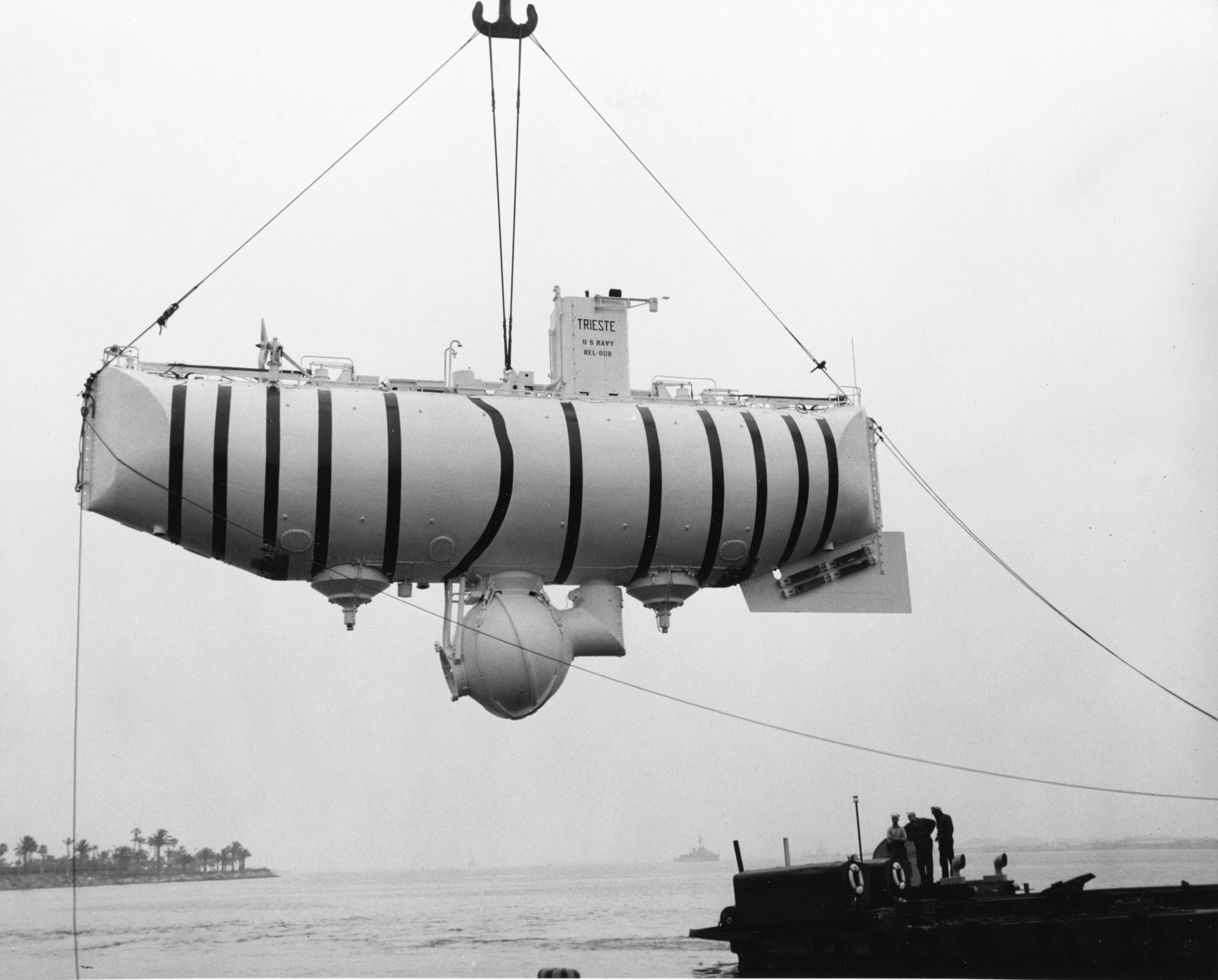
Een bathyscaaf

Waterslag is een sciencefictionverhaal geschreven door de Amerikaan Isaac Asimov, dat voor het eerst te lezen was in 1970.
De originele opdracht bij tot verhaal kwam van een filmmaatschappij. Asimov zag weinig in de door hun voorgeschreven personages en schreef een verhaal waarvan hij van tevoren wist dat het niet geaccepteerd zou worden. Zo geschiedde. Het verhaal verscheen in mei 1970 in drukvorm bij het blad If en werd door de schrijver opgenomen in zijn verhalenbundel The bicentennial man and other stories, in Nederland en België uitgegeven onder de titel Vreemdeling in het paradijs.

## Het verhaal
Het verhaal speelt zich af in een tijd waarin de mensheid niet meer genoeg heeft aan het landoppervlak op Aarde. Er is een bescheiden kolonie op de maan (Luna City) en ook het continentaal plat is bevolkt. Een experiment is nog een nederzetting (Oceaan-Diep) in de Trog van Puerto Rico. Alle experimenten worden echter gefinancierd door het bestuur, waarvan niemand de leden kent, op het land.
Uit Luna City komt Steven Demecrest om onderzoek te verrichten naar hoe men leeft op de oceaanbodem. De maankolonie is net getroffen door een “natuurramp” waarbij twintig mensen het leven verloren. Hij wordt per bathyscaaf naar de zeebodem gebracht en vraagt honderduit over de genomen veiligheidsmaatregelen. Hij wordt in Oceaan-Diep begeleid door het echtpaar Bergen. Als de rondleiding is afgelopen trekt Demecrest ineens een laserpistool en dreigt de onderwaterkoepel dermate te beschadigen, dat deze (inclusief hemzelf) verloren gaat. De maankolonie is namelijk bang dat door de plaatsgevonden ramp het bestuur niets meer ziet in het verder ontwikkelen van die maankolonie. Er volgt een uitgebreide discussie, maar Demecrest houdt voet bij stuk. Op het laatste moment roert mevrouw Bergen zich in de discussie. Zij vertelt, nu toch alles verloren is, dat zij lid is van het allesbepalende bestuur. Zij vertelt een verhaal dat zowel de maankolonie als de nederzetting in de trog voorbereidende onderzoeken zijn om uiteindelijk een nederzetting te kunnen bouwen op Jupiter en andere gasreuzen. Zij wijst daarbij op het gigantische oppervlak dat daar nog braak ligt. Als bijvoorbeeld de onderwaternederzetting óf de maankolonie wordt vernietigd, wordt dat onderzoek afgeblazen. Alle kennis zou verloren gaan. Dit verhaal trekt Demecrest over de streep om zijn privéactie te staken. Als hij zijn wapen heeft ingeleverd, blijkt dat niet mevrouw Bergen in het bestuur zit, maar meneer Bergen. Ook het Jupiteronderzoek blijkt nep te zijn, echter meneer Bergen vond het verhaal van zijn vrouw dermate inspirerend, dat hij het direct zal voorstellen bij de eerstkomende bijeenkomst.